# Colwich (Kansas)
Colwich – miasto w Stanach Zjednoczonych, w stanie Kansas, w hrabstwie Sedgwick.